# Stornoway
Stornoway (skót gael nyelven Steòrnabhagh) Isle of Lewis (Leòdhas) szigetén található. Ez a kb. 8000 lélekszámú városka a Skóciától nyugatra lévő Külső-Hebridák szigetcsoport fővárosa.

## Történelem
Stornoway eredetileg egy viking település volt, amelyet a kikötő köré építettek. A település neve az ónorvég Stjornavagr szóból származik, melynek jelentése kormányzó öböl. A város a magukat viking leszármazottnak valló Nicholson (vagy MacNicol) család ideje alatt kezdett el fejlődni a középkorban, amikor is megépült az első vár. A késő középkorban belső harcok folytak rivális törzsek között a város birtoklásáért majd a város ellenállt VI. Jakab skót király támadásainak, aki gyarmatosítani akarta Lewis szigetét 1597-ben.  A várat Oliver Cromwell csapatai rombolták le  a 17. századi skóciai hadjáratok során. Stornoway, illetve Lewis szigete a kintaili MacKenzie-k kezébe került, majd a Seaforth család, később Sir James Mathison és leszármazottai birtokolták. 1918-ban William Hesketh Lever,  1. Leverhulme gróf vette meg a szigetet, hogy Stornowayből ipari várost csináljon és hogy egy halkonzervgyárat építsen. De a helyi lakosok nem fogadták jó szívvel, így visszaadta Lewist a helyieknek és a sziget déli felében, Harrisen folytatta tevékenységét.

## Kikötő
Ma az öböl egy csökkentett létszámú halászhajó flottának, egy kishajó-kikötőnek, valamint egy kirándulóhajó-kikötőnek, egy hajógyárnak és 3 nagy kereskedelmi kikötőnek ad otthont. Őfelsége partiőrsége üzemeltet egy vízimentő egységet az öböltől nem messze. Az öböl szájában levő Arnish Pointon található egy világítótorony, amely a kikötő megközelítését segíti a tenger felől, valamint egy hínár- és egy energiafeldolgozó. Ennél a szigetecskénél ér partot az a föld alatti kábel, amely a 181 turbinából álló Lewis szélerőműpark által generált áramot szállítja.

## Közlekedés
Stornoway komppal és repülővel is megközelíthető Skóciából. A kompok a skót anyaföldön levő Ullapool városka kikötőjéből indulnak, és 2 óra 45 perc alatt szelik át az óceánt.  Naponta két-két hajó indul Ullapoolból, illetve Stornowayből, de június közepétől augusztus végéig hétköznap 3-3.
Stornoway repülőtere a várostól kb. 3 km-re fekszik. Három légitársaság, a Loganair, a Highland Airways és az Eastern Airways indít járatokat Glasgow-ból, Edinburgh-ból, Aberdeenből, Invernessből és Benbeculából.
Stornoway-ből menetrend szerinti buszjáratok indulnak a sziget számos településére, illetve Harrisra.
2007 elején javaslatot terjesztettek elő egy tenger alatti alagút megépítéséről, amely Ullapoolt kötné össze Stornoway-jel. Ha megépítenék, 64 kilométerével a világ leghosszabb közúti alagútja lenne.

## Kultúra
A Stornoway Golf Club ad otthont minden év júliusában a 3 napos Hebridai Kelta Fesztiválnak (Hebridean Celtic Festival). Ez egy kelta zenei fesztivál, ahol nemcsak nagyobb zenekarok, hanem helyi együttesek és szólisták is fellépnek. Ezenkívül színház, gael mesemondás, és shinty meccs (skót játék, hasonlít a gyephokihoz) szerepel a programban.
A város saját televízió- és rádióállomással is rendelkezik.

## Képgaléria

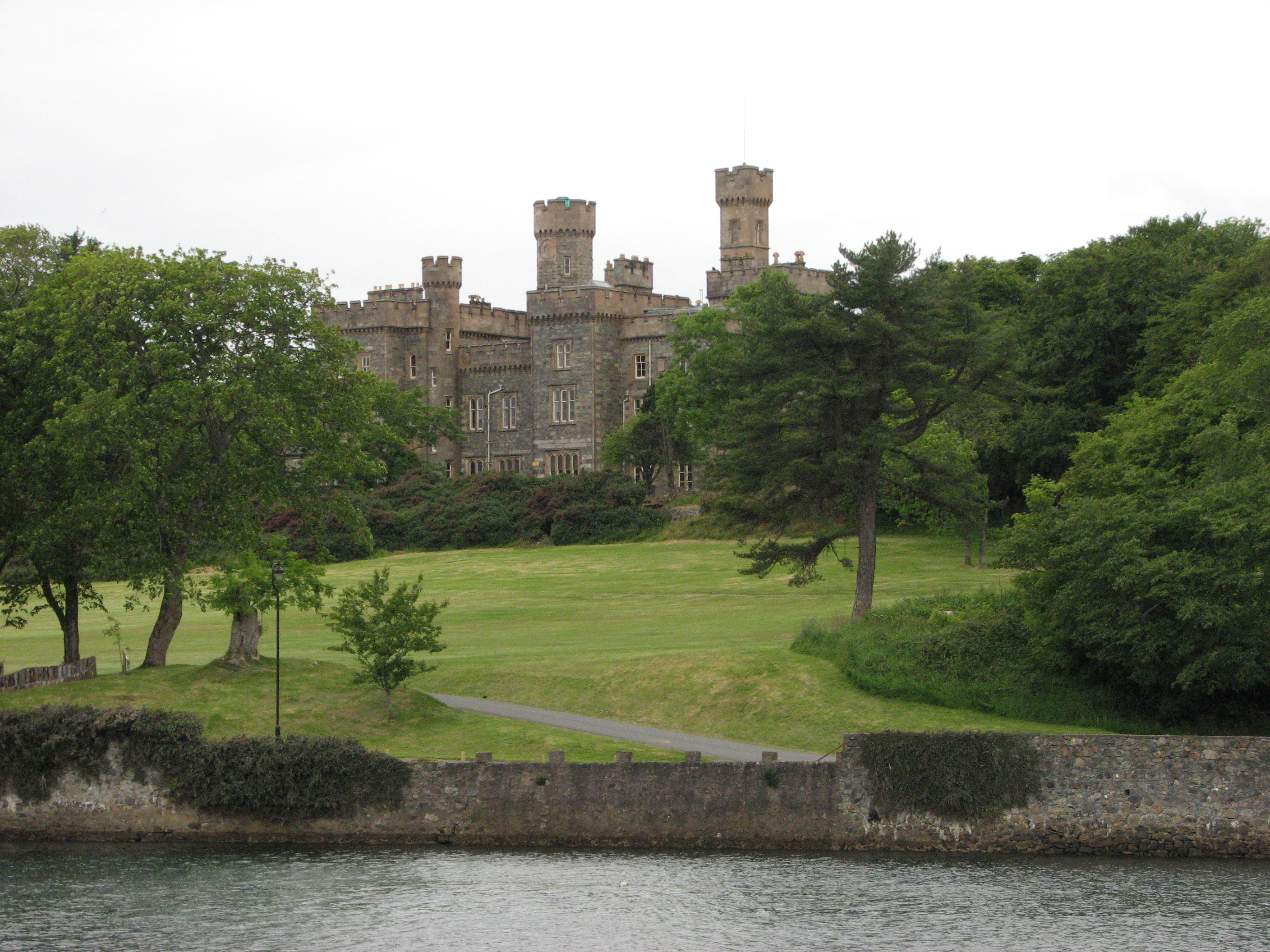
Stornoway-i vár
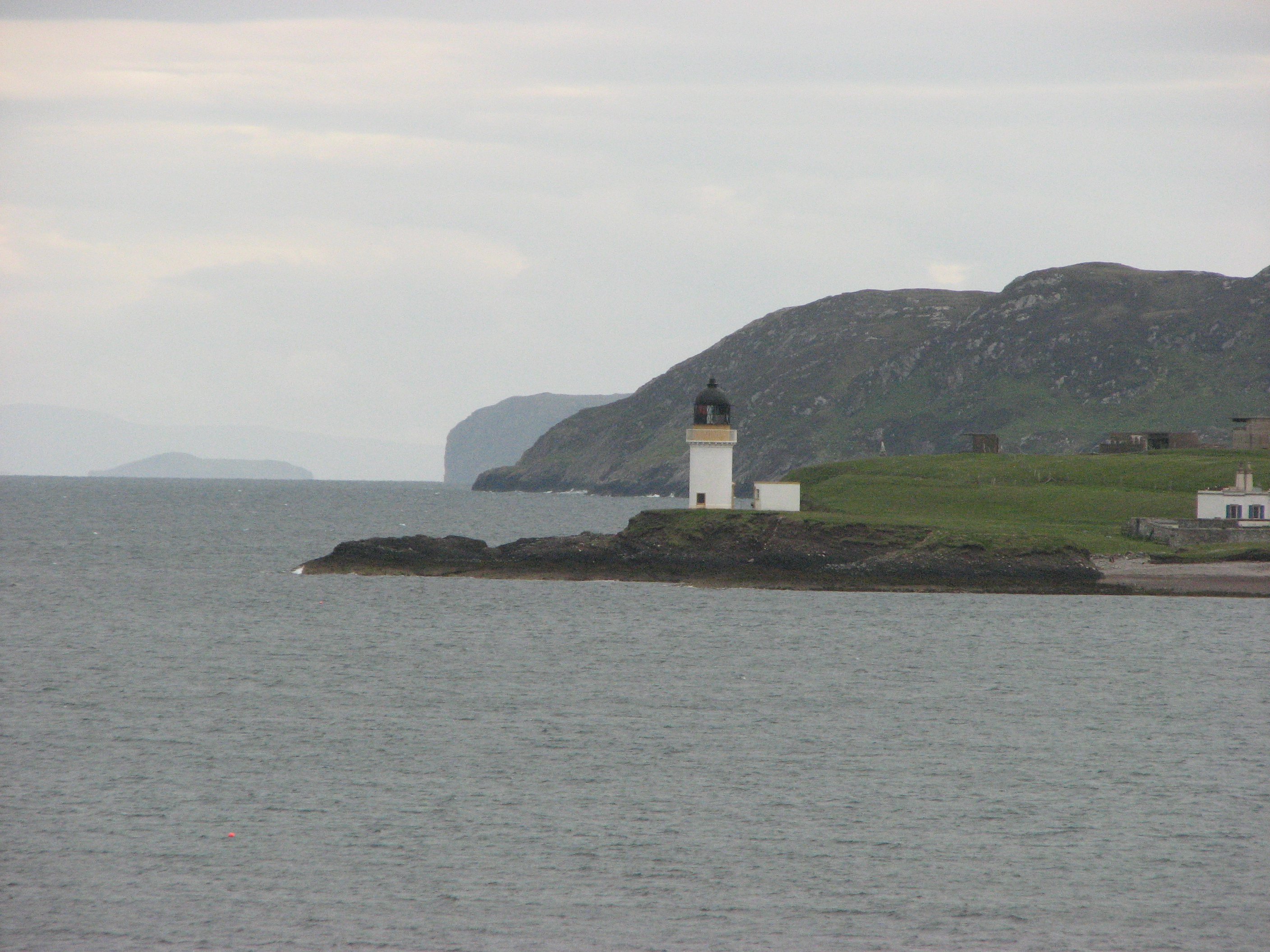
Stornoway világítótornya Arnish Point szigetén
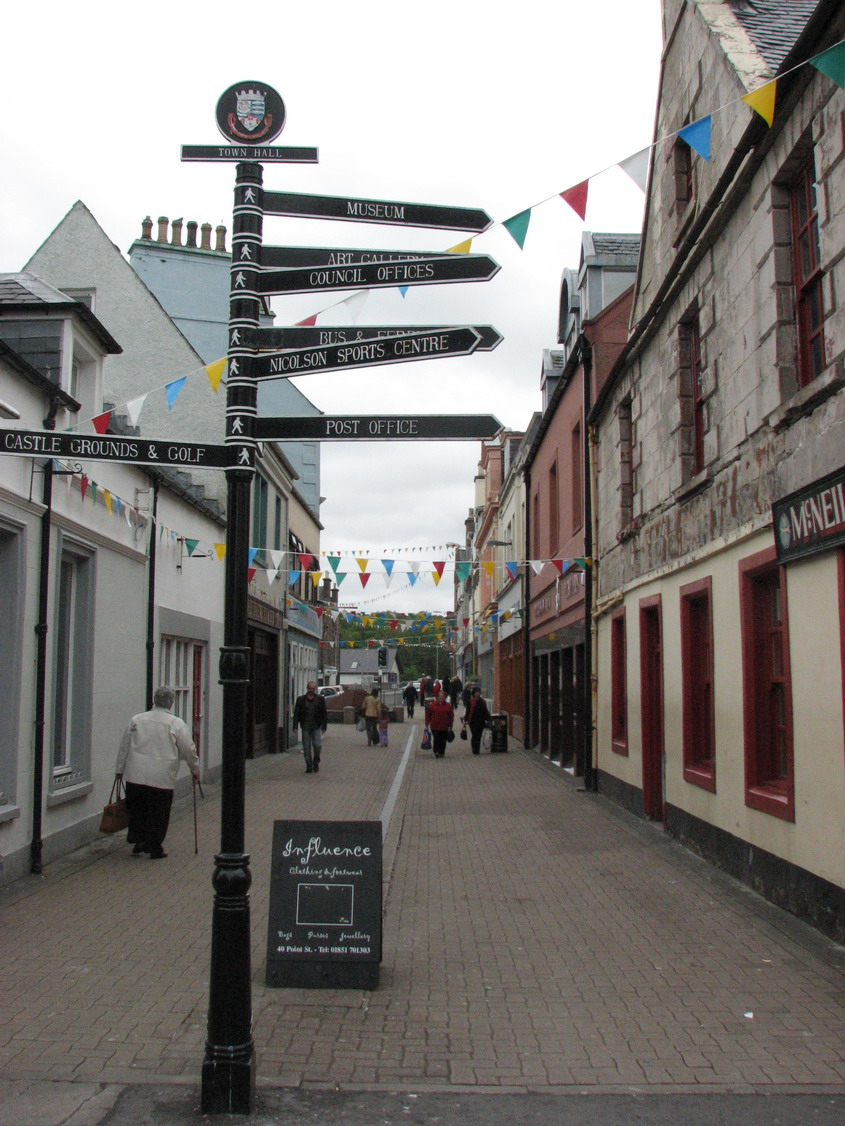
Stornoway sétálóutcája
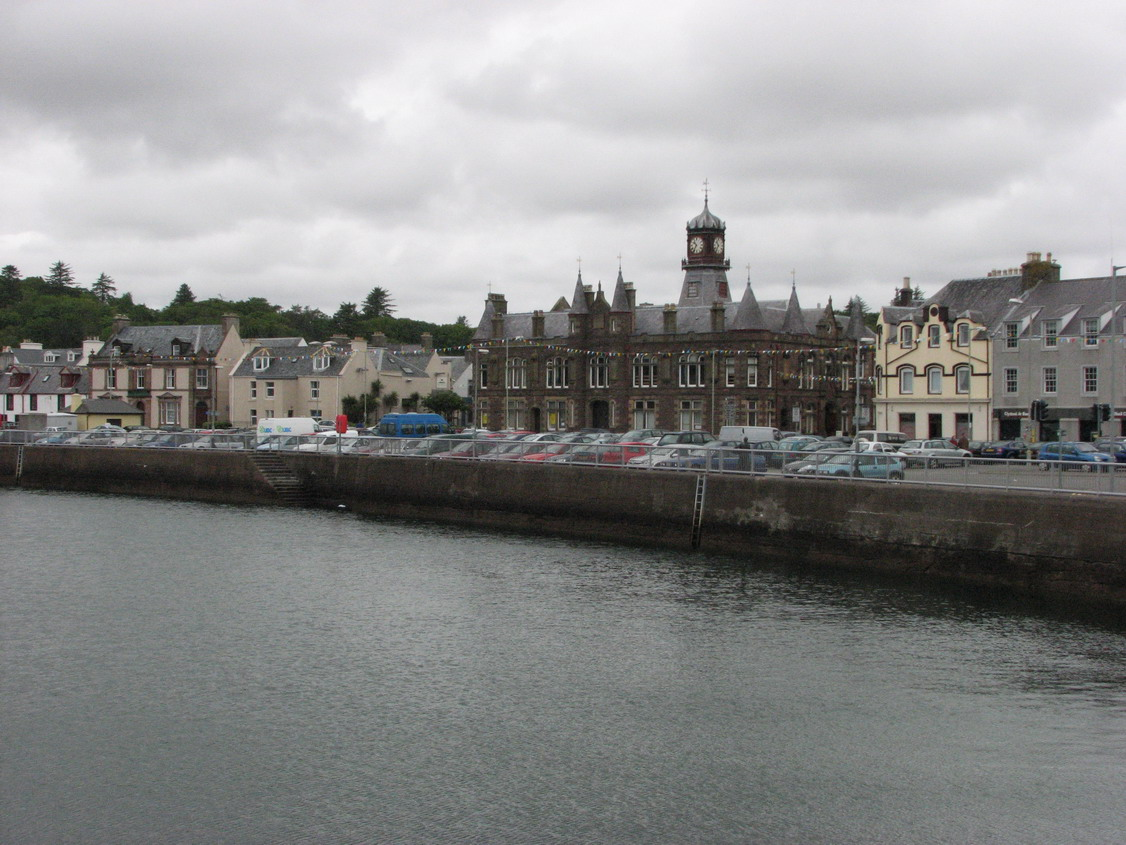
Stornoway látképe a polgármesteri hivatallal